# 乾泰祥
乾泰祥是一家苏州的绸布商店，创建于清同治二年（1863年）。以“绫罗绡绉丝纱”的绸缎经营为特色。店址位于苏州市观前街136号。

## 历史
乾泰祥创始于清同治二年（1863年），清末民国时期，店铺多次易主。主营绸缎、布匹、呢绒，兼制衣帽、罗帐、绣花等。当时广泛流传“吃到松鹤楼，着到乾泰祥”。
抗战时年，乾泰祥因日军侵略苏州，损失惨重，从此陷入低谷。自新中国成立后，乾泰祥改公私合营，合并了多家绸布商店，经营逐步走回正轨。
1991年，乾泰祥被中华人民共和国国内贸易部（现商务部）授牌“中华老字号”，2006年在中华人民共和国商务部的重新评选中再次被评定为“中华老字号”。
2000年之后，乾泰祥尝试在南京、无锡等地开出专柜或经销点，收效较好。
2015年，乾泰祥获评中国纺织品商业协会“优秀丝绸商业品牌”。

## 产品
乾泰祥现经营各色丝绸10余个大类，300余种花色，另有成衣500余款。